# 6093 Makoto
6093 Makoto (1990 QP5) là một tiểu hành tinh vành đai chính được phát hiện ngày 30 tháng 8 năm 1990 bởi Endate và Watanabe ở Kitami.